# BlackBerry OS
BlackBerry OS е мобилна операционна система, разработена от канадската компания BlackBerry Limited за своята BlackBerry серия от смартфони. Операционната система осигурява мултитаскинг или многозадачност, и поддържа специализирани входни устройства, които са възприети от BlackBerry. BlackBerry OS се характеризира като OS работеща в реално време.
BlackBerry OS 7 включва различни подобрения в изпълнението и производителността (включително използването на технологията „Liquid Graphics“ за подобряване на изпълнението на сензорния екран), и още значително подобрен уеб браузър (включително с HTML5 видео поддръжка), гласово активирано търсене и „BlackBerry Balance“.